# Astochia hindostani
Astochia hindostani là một loài ruồi trong họ Asilidae. Astochia hindostani được Ricardo miêu tả năm 1919. Loài này phân bố ở miền Ấn Độ - Mã Lai.